# Władysław Szkop
Władysław Eugeniusz Szkop (ur. 12 września 1944 w Równem, zm. 27 września 2015 w Krępie Słupskiej) – polski polityk, lekarz, poseł na Sejm II, III, IV i VI kadencji.

## Życiorys
Ukończył w 1968 studia na Wydziale Lekarskim Akademii Medycznej w Gdańsku. Pracował na tej uczelni do 1973. Później był m.in. ordynatorem w Wojewódzkim Szpitalu Zespolonym, a w latach 1985–2000 dyrektorem Obwodu Lecznictwa Kolejowego w Słupsku. Należał do Polskiego Związku Łowieckiego. Od 1965 do rozwiązania należał do Polskiej Zjednoczonej Partii Robotniczej.
W 1993 i 1997 z listy Sojuszu Lewicy Demokratycznej był wybierany na posła z okręgu słupskiego. Należał do Socjaldemokracji Rzeczypospolitej Polskiej, a następnie do SLD. W 2001 po raz trzeci uzyskał mandat poselski z ramienia koalicji SLD-UP w okręgu gdyńsko-słupskim. W kwietniu 2004 przeszedł do Socjaldemokracji Polskiej i jej klubu parlamentarnego. W Sejmie IV kadencji był wiceprzewodniczącym Komisji Zdrowia. W 2005 i 2007 bez powodzenia kandydował do Sejmu. W 2008 odszedł z SDPL. 24 czerwca 2009 objął mandat poselski w miejsce Joanny Senyszyn, która została wybrana do Parlamentu Europejskiego. Został posłem niezrzeszonym. 30 marca 2011 wstąpił do klubu poselskiego SLD, jednak nie został wpisany na listę wyborczą Sojuszu i pod koniec sierpnia tego samego roku wystąpił z klubu, do końca kadencji pozostając posłem niezrzeszonym.
Zmarł 27 września 2015. Został pochowany 2 października 2015 na Starym Cmentarzu w Słupsku.

## Życie prywatne
Syn Eugeniusza i Tamary. Był żonaty, miał troje dzieci.